# كينان ألمييدا
كينان ألمييدا (2 أكتوبر 1991 بمارغاو في الهند - ) هو لاعب كرة قدم هندي في مركز الدفاع. لعب مع سبورتينغ غوا ونادي سالغاوكار ونادي جوا.

## وصلات خارجية
- كينان ألمييدا على موقع قاعدة بيانات كرة القدم.إي يو (الإنجليزية)
- كينان ألمييدا على موقع Soccerway.com (الإنجليزية)